# Artigasus concepcionensis
Artigasus concepcionensis là một loài ruồi trong họ Asilidae. Artigasus concepcionensis được Bromley miêu tả năm 1932.